# Фадиенко, Феодосия Васильевна
Фадиенко Феодосия Васильевна (1907 год - ?) — звеньевая семеноводческого совхоза «Днепропетровский» Министерства совхозов СССР Петропавловского района Днепропетровской области Украинской ССР, Герой Социалистического Труда (1948).

## Биография
Родилась в 1907 года в Екатеринославской губернии (ныне Днепропетровская область, Украина).
После окончания школы работала в полеводческой бригаде совхоза «Днепропетровский» Петропавловского района. В 1947 году она получила урожай пшеницы свыше 30 центнеров с одного гектара.
За большие успехи, достигнутые в получении высоких урожаев пшеницы, Указом Президиума Верховного Совета СССР от 3 мая 1948 года Фадиенко Феодосии Васильевне присвоено звание Героя Социалистического Труда с вручением Ордена Ленина и золотой медали «Серп и молот».
До выхода на пенсию продолжала работать в совхозе.

## Награды
- Звание Герой Социалистического Труда (3 мая 1948);
- Медаль «Серп и Молот» (3 мая 1948) — № 2065);
- Орден Ленина (3 мая 1948) — № 73089);
- Орден Трудового Красного Знамени (16 апреля 1949)
- медали.